# 帛尸梨蜜多羅
帛尸梨蜜多羅（Śrīmitra），漢名「吉友」，帛（或作白）是龜茲國王室的姓氏，西域人。圓寂於東晉咸康年間（公元343年），終年八十餘歲。
帛尸梨蜜多羅本是龜茲國太子，而遜讓國位給弟弟，行事作風頗似春秋時期吳國的「太伯讓弟」。讓位後，領悟佛教義理，出家為沙門。其人天資高朗，風神超邁。由於善持呪術，皆能靈驗，並教授弟子高聲進行梵唄，時人稱之為「高座法師」。於東晉元帝時，譯出《大孔雀王神呪》等，可視為密教典籍進入中國的開始。

## 生平經歷
西晉永嘉年間，來到中國，適逢中原紛亂，戰事頻仍，於是渡江南下，來到建康，住於建初寺。後來與王公大臣們交遊，丞相王導見而奇之，稱為「吾之徒也」，引為同類，帛尸梨蜜多羅因此而出了名。當時的太尉庾亮、光祿大夫周顗、太常謝琨、廷尉桓彝等當朝名士，都與他有所交往，尚書令卞壺也和他友善。
帛尸梨蜜多羅與當朝名士交往，舉止言談隨對象不同而變化，卻又恰如其分。宰相王導來訪，他解帶寬衣，斜躺著與王導說笑，言語佳妙。卞壺來訪，卻連忙穿戴整齊，態度恭敬而嚴肅，把卞壺迎進客廳，相對正襟危坐。人們好奇這種顯著的差別對待，問他何以如此？答曰：「王導為人風雅灑脫，卞壺則行事嚴謹，所以我以不同態度相待。」諸公得知原因後，都佩服帛尸梨蜜多羅待人各得其所。桓彝想為帛尸梨蜜多羅品評，考慮良久卻沒有合適的詞句。有人說：可用「卓朗」兩字概括其為人。桓彝聽了讚嘆不已，認為這是最合適的標題。
大將軍王敦當時在南夏，聽說朝中諸公都相當器重帛尸梨蜜多羅，感到懷疑，擔心眾人被虛名所惑，品鑒有失公允。他回朝親自見到帛尸梨蜜多羅，反為其風雅所吸引，高興地迎上前去，向帛尸梨蜜多羅表示虔誠敬意。
周顗被任命為僕射，掌管官員選拔，上任之前造訪了帛尸梨蜜多羅，曾感慨地說：「假使太平盛世，能夠選到此類賢才，則使人心滿意足了！」不久，周顗被叛亂的王敦所殺害。由於王敦的聲勢，沒有人敢慰問周顗的遺孤，帛尸梨蜜多羅卻登門吊唁，作胡唄，梵音響徹雲霄，又誦咒數千言，聲音高聲暢達，臉色不變，最後擦拭鼻涕眼淚，神氣自若。
王導曾對帛尸梨蜜多羅說：「外國有君，一人而已。」帛尸梨蜜多羅答道：「若使我和常人一樣，今天豈能在這裡？」當時傳為佳話。
帛尸梨蜜多羅性格清高，不學漢語，與東晉的名士公卿往來，要透過翻譯。但他善於察顏觀色，往往在翻譯之前，已先神領意得大家的意思。眾人莫不讚嘆他的天才穎悟。
帛尸梨蜜多羅圆寂時，朝野名士都為之痛惜流淚。桓溫便常對身邊人說：「我小時候曾見過高座，便知他精神淵著，卓越出倫。」
王導之孫王珉曾拜高座为師，曾為之作序曰：「天授英偉，豈俟於華戎？自此以來，唯漢世有金日磾；然日磾之賢，盡於仁孝忠誠，德性純至，非為明達足論。高座心造峰極，交俊以神，風領朗越，過之遠矣。」由此可見，帛尸梨蜜多羅在東晉公卿心目中的地位崇高。
帛尸梨蜜多羅生前曾在石子岡修頭陀行，死後葬於該處。後有僧人在此地建寺，名為「高座寺」。

## 註腳
1. ↑  《開元釋教錄》卷3。
2. ↑  《大宋僧史略》卷1：「善持呪術，所向多驗。時江東未有呪法，密出孔雀王呪，呪法之始也。」

## 外部連結
- 維基佛學大辭典 （页面存档备份，存于）
- 丁福保佛學大辭典 （页面存档备份，存于）
- 人名規範資料庫